# Charles Gravier de Vergennes
Pour les articles homonymes, voir Charles Gravier, Gravier et Vergennes.
Charles Gravier, comte de Vergennes est un diplomate et ministre français, né le 29 décembre 1719 à Dijon et mort le 13 février 1787 à Versailles. Secrétaire d'État des Affaires étrangères de Louis XVI du 21 juillet 1774 à sa mort, il fut, selon le jugement de l'historien Albert Sorel, « le plus sage ministre que la France eût rencontré depuis longtemps, et le plus habile qui se trouvât aux affaires en Europe ». Son nom reste ainsi particulièrement attaché à cette fonction puisque l'on dit traditionnellement des ministres des Affaires étrangères qu'ils s'assoient dans le « fauteuil de Vergennes ». Malgré des différences de styles et d'école, Vergennes, issu du courant traditionnel diplomatique du cardinal de Fleury, peut être considéré comme le continuateur de la politique de redressement du duc de Choiseul. Celui-ci, questionné en 1774 sur le choix de ministre, répondit alors : « Je ne vois que le comte de Vergennes pour les affaires étrangères. »

## Biographie

### Origines et jeunesse
Charles Gravier, comte de Vergennes, naît à Dijon, dans une famille de noblesse de robe anoblie en 1681 à la suite de l'achat de la charge de trésorier en cette ville.
Son père était maître ordinaire en la Chambre des comptes de Bourgogne et son grand-père trésorier général de France à Dijon. Son frère, le marquis Jean Gravier de Vergennes, fut président en la Chambre des comptes de Bourgogne et ambassadeur[réf. nécessaire].
Il étudie au collège des Jésuites de sa ville natale puis à la faculté de Droit[réf. nécessaire].

### Sa carrière de diplomate du roi

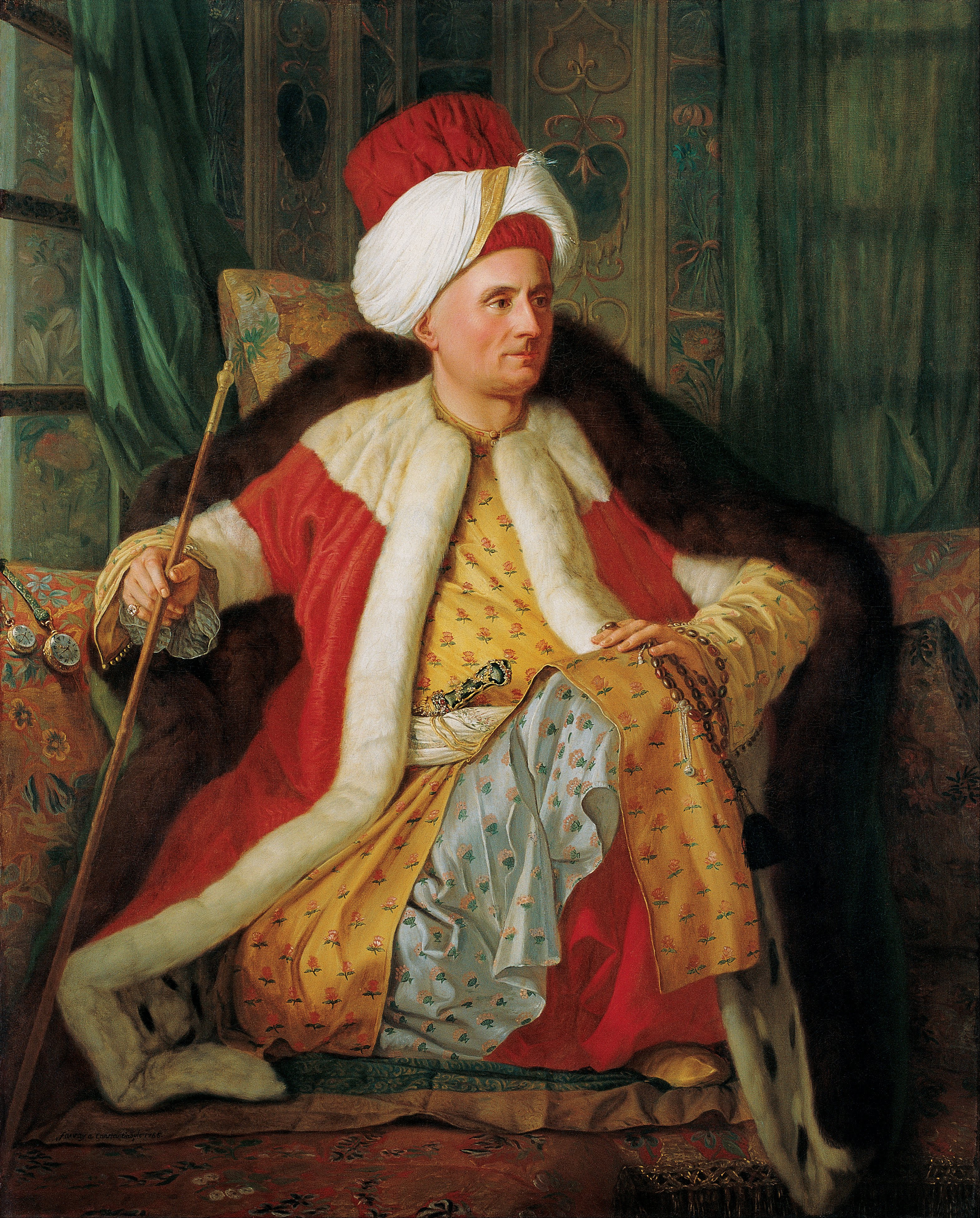
L’ambassadeur Charles Gravier de Vergennes en costume turc ; portrait d’Antoine Favray (1766).

Il est formé à la diplomatie par son grand-oncle, Théodore de Chavigny, ambassadeur à Lisbonne en 1740, puis il le suit à Munich en 1743 au moment de la guerre de Succession d'Autriche. Il s'initie alors aux arcanes de la politique du Saint-Empire[réf. nécessaire].
Sa défense réussie des intérêts français à la cour de Trèves et Hanovre entre 1751 et 1754 l'amène à être envoyé à Constantinople en 1755, d'abord en tant que ministre plénipotentiaire, puis en tant qu'ambassadeur. Il y reste 14 ans et se convainc de l'impérieuse nécessité du maintien de l'empire ottoman pour la défense des intérêts français[réf. nécessaire].
Il est rappelé en 1768, officiellement pour avoir épousé Anne Duvivier (1730-1798) (fille d'Henri Duvivier et de Maria Bulo de Péra et veuve de Francesco Testa (ca. 1720-1754), membre de l'une des plus anciennes et distinguées familles latines de Péra), sans l'autorisation de Choiseul et de Louis XV. Les mauvaises langues la prétendaient une ancienne esclave. Mais il aime toujours Louise Nicaise des Roches, qui tombe enceinte de lui[réf. nécessaire].
Durant trois années, il se retire dans la ville bourguignonne d'Autun où il habite dans un hôtel particulier situé au 4, rue du Vieux-Collège. Il connaît quelques années de disgrâce à cause de ses mauvaises relations avec Choiseul. Celui-ci est cependant renvoyé en 1770. Louis XV, conseillé par le comte de Broglie, envoie alors le comte de Vergennes comme ambassadeur à Stockholm de 1771 à 1774 pour aider le parti aristocratique des « Chapeaux » avec des conseils et de l'argent. La révolution au travers de laquelle Gustave III de Suède raffermit son pouvoir est un grand succès diplomatique pour la France[réf. nécessaire].

### Ministre des Affaires étrangères pendant la guerre d'Indépendance américaine
Avec l'accession de Louis XVI au trône de France en 1774, Maurepas, sur les conseils de l'abbé de Véri, choisit Vergennes comme Secrétaire d'État des Affaires étrangères au motif qu'il est « sans entours ». Devant tout à Maurepas, ce dernier escompte qu'il lui sera fidèle. Il a alors pour politique d'être en relations amicales avec l'Autriche, de limiter l'ambition de l'empereur Joseph II, de protéger la Turquie et de s'opposer à la Grande-Bretagne. Pour lui, l'équilibre sur le continent doit permettre d’effacer le désastre du traité de Paris. La France affaiblie, veut éviter les erreurs de la politique française entre 1743 et 1758 de l'équipe Antoine Louis Rouillé, le cardinal de Bernis, du parti de madame de Pompadour menant au désastre de la guerre sur un double front, maritime et terrestre. Il s'agit d'attendre l’occasion favorable pour battre l’Angleterre tout en s’efforçant de maintenir une politique d'équilibre européen. Il réorganise les services de la diplomatie française, sait travailler avec les ambassadeurs et sait s’entourer[réf. nécessaire].

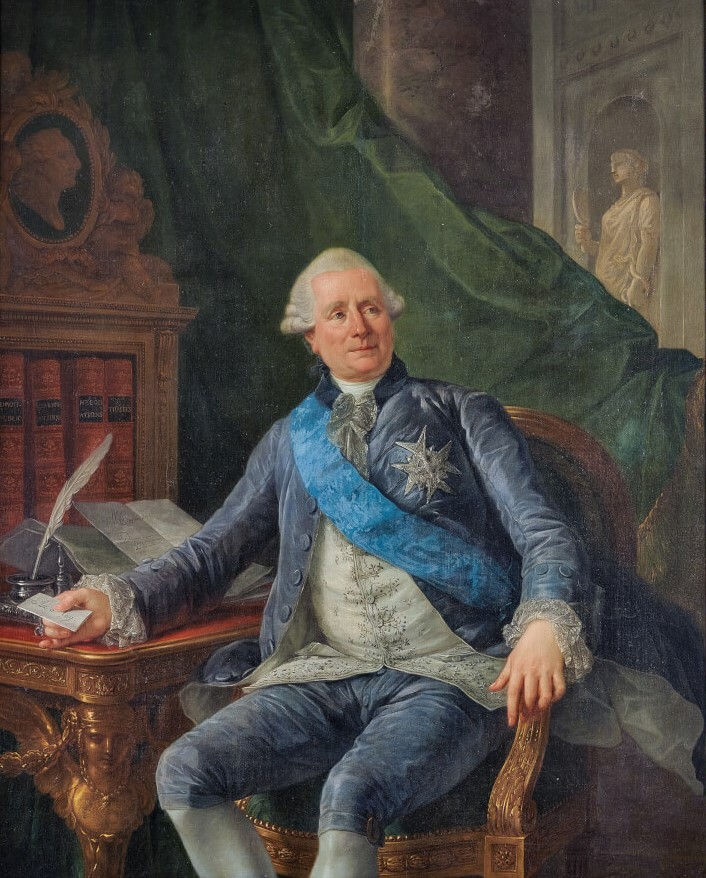
Portrait du comte de Vergennes par Antoine-François Callet, 1781, château de Versailles.

Sa haine des Britanniques et son désir de venger les défaites de la guerre de Sept Ans l'amènent à soutenir les colons américains révoltés et à faire entrer la France dans la guerre d'indépendance des États-Unis. Ce soutien se fait notamment par le biais de publications, comme le journal Les Affaires de l'Angleterre et de l'Amérique, destinées à orienter l'opinion. 
Il cède à la demande de Beaumarchais de procurer secrètement des armes et des volontaires aux Nord-Américains. En 1777, il déclare la France prête à former une alliance offensive et défensive avec le nouveau pays que forment les treize colonies. Il signe ce traité d'alliance franco-américaine le 6 février 1778. Durant la guerre de Succession de Bavière, Vergennes refuse le soutien à l'Autriche du chancelier Kaunitz. Du fait de la guerre contre l’Angleterre, il est nécessaire d'éviter une guerre continentale possible et de promouvoir une politique active de neutralité. En 1779, la convention de Teschen permet de maintenir l'indépendance de la Bavière. La diplomatie française a ainsi permis de maintenir l’équilibre sur le continent européen. En 1783, il signe le traité franco-britannique de Versailles[réf. nécessaire].
Entre 1783 et 1789, l'Autriche de Joseph II étant en net repli diplomatique et stratégique (voir Traité de Fontainebleau (1785) et Guerre de la Marmite), Vergennes et la France apparaissent bien à chaque fois comme arbitre, maintenant l’équilibre entre les puissances. La politique de Vergennes a ainsi acquis un puissant pouvoir d’influence (à cette même époque, son frère Jean Gravier de Vergennes jouera également un rôle pacificateur en Suisse avec le traité signé à Soleure le 28 mai 1777). Pour les affaires intérieures, Vergennes demeure conservateur et intrigue notamment contre Necker, qu'il regarde comme un dangereux réformateur, républicain, étranger et protestant. En 1781, il est nommé secrétaire des Finances et soutient la nomination de Calonne comme contrôleur général des finances en 1783. Pour pallier l'impasse financière de l'État, il conseille au roi de réunir l'Assemblée des notables, mais il meurt le 13 février 1787, peu de temps avant sa réunion[réf. nécessaire].

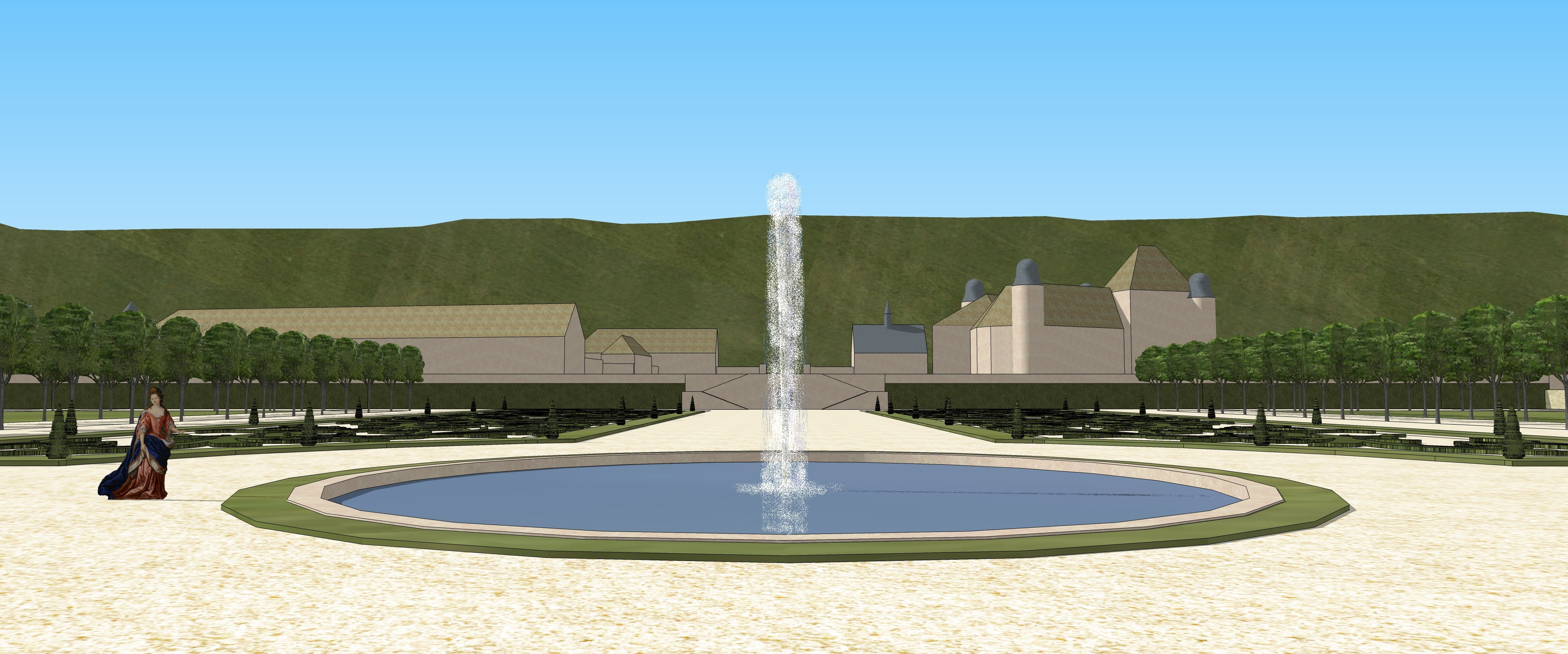
Schéma du château d'Alone-Toulongeon (71) au XVIIIe siècle

Le tombeau de sa famille nivernaise se trouve dans le cimetière de Raveau (Nièvre) où son frère, Jean-Charles Gravier, baron de Vergennes, puis sa descendance possédaient le château de Mouchy (baronnie de Passy) de 1782 à 1871. Lui-même avait acquis le château de Toulongeon à La Chapelle-sous-Uchon près d'Autun (Saône-et-Loire), que Théodore Chevignard de Chavigny venait de faire reconstruire par l'architecte Samson-Nicolas Lenoir. Ce château sera pillé et détruit sous la Révolution française et les terres vendues comme biens nationaux[réf. nécessaire].

## Œuvres
- Mémoire historique et politique sur la Louisiane,... accompagné d'un Précis de la vie de ce ministre, et suivi d'autres mémoires sur l'Indostan, Saint-Domingue, la Corse et la Guyane. Orné du portrait de M. de Vergennes (1802) Texte en ligne

## Honneurs et titres
- La famille Gravier de Vergennes sera admise au XVIIIe siècle aux honneurs de la Cour.
- En 1765, Charles Gravier de Vergennes fit ériger sa terre de Toulongeon en comté de Vergennes[6],[7].
- En 1778, les seigneuries de l’Orme et autres furent érigées en marquisat sous le nom de Vergennes par lettres patentes[8] pour le frère aîné du précédent, qui fut aussi ambassadeur.
- Dans les années 1780, Vergennes récidive, du côté de Sarreguemines, où il érige un autre marquisat[9].

## Hommages

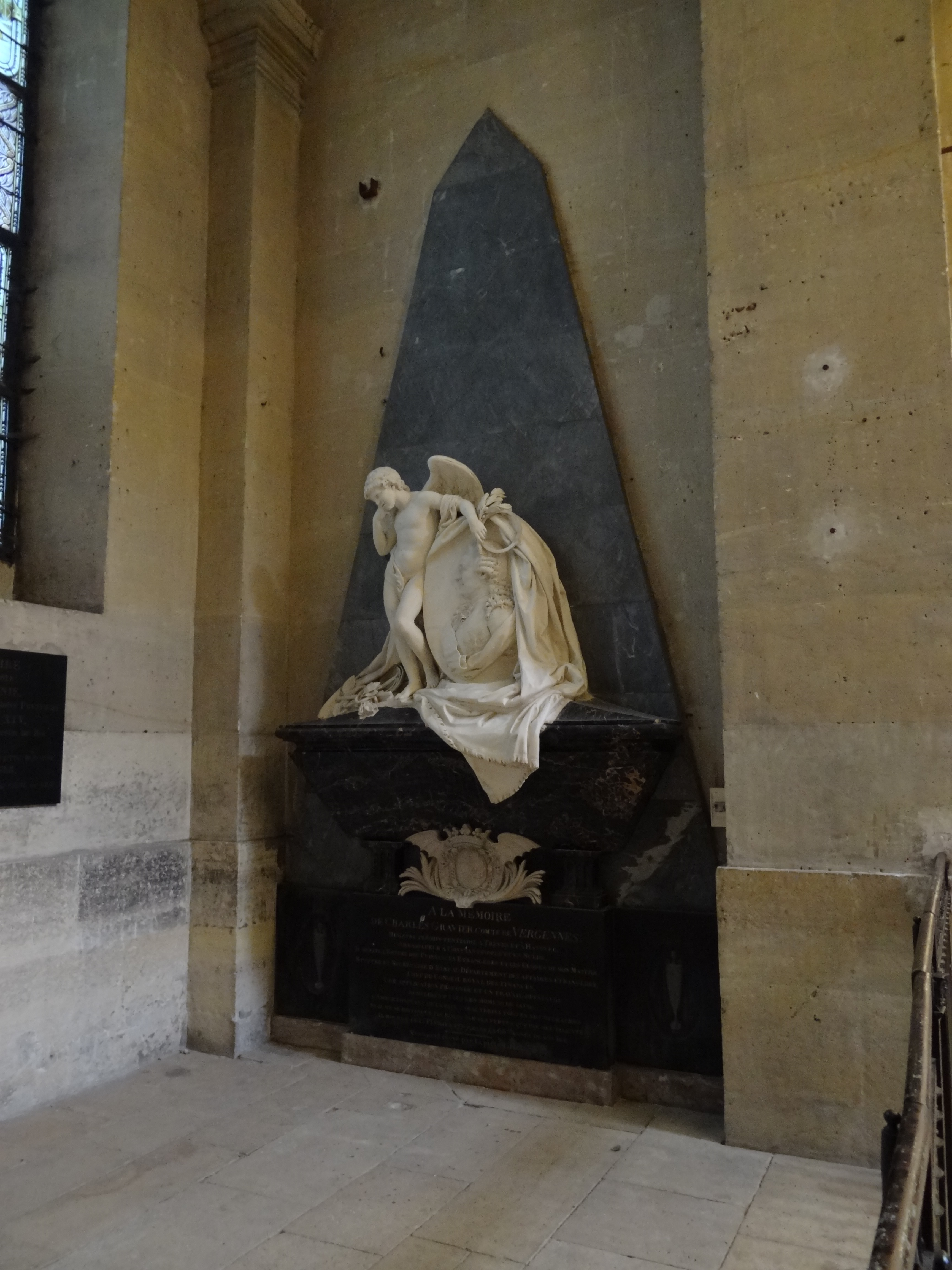
Monument funéraire de Vergennes dans l'église Notre-Dame de Versailles.

- Une ville du nom de Vergennes dans l'État américain du Vermont ;
- Le nom de Charles-de-Vergennes a été donné à une rue de Dijon, sa ville natale ;
- Un square Vergennes dans le 15e arrondissement de Paris ;
- Une rue porte son nom à Versailles ;
- Un timbre (n°1879 catalogue Yvert et Tellier) à son effigie a été imprimé en 1976, il y figure à côté de Benjamin Franklin.